# مایکل اریک
مایکل اریک (انگلیسی: Micheal Eric؛ زادهٔ ۲۴ ژوئن ۱۹۸۸) بازیکن بسکتبال اهل نیجریه است.